# كاستيلنوفو بيراردينجا
كاستلينوفو بيراردينجا هي كومونا (بلدية) في مقاطعة سيينا في منطقة توسكانا الإيطالية ، تقع على بعد حوالي 50 كيلومتر (31 ميل) في الجنوب الشرقي من فلورنسا وحوالي 14 كيلومتر (9 ميل) شرق سيينا . ومنذ عام 1932 كانت ضمن منطقة الكيانتي لتصنيع الخمور.

## نبذة
دارت معركة مونتابرتي بين الغويلفيين والغيبلينيين في مكان قريب منها في الرابع من سبتمبرعام 1260.
تحد منطقة كاستلنوفو بيراردينجا أراضي كوموني اسكيانو و بوسيني و كاستلينا ان كيانتي و جايولي ان كيانتي و مونتريجيوني و رادا ان كيانتي و رابولانو تيرمي وسيينا .